# Torbjörn Caspersson
Torbjörn Oskar Caspersson, född 15 oktober 1910 i Motala, Östergötlands län, död 7 december 1997, var en svensk professor i medicinsk cellforskning och genetik vid Karolinska institutet.
Caspersson disputerade 1936 vid Karolinska Institutet.
En av hans insatser var att uppfinna den ultravioletta mikrospektroskopin, som möjliggjorde spektroskopiska studier av material i enskilda celler.
Caspersson blev ledamot av Vetenskapsocieteten i Uppsala 1952 och av Vetenskapsakademien 1953. Han var även ledamot av de belgiska och brasilianska vetenskapsakademierna.

## Utmärkelser
- Kommendör av första klass av Nordstjärneorden, 6 juni 1974.[7]